# 金钗镇
金钗镇，是中华人民共和国广西壮族自治区南宁市马山县下辖的一个乡镇级行政单位。金钗镇位于马山县东部，镇人民政府驻金钗圩，距县城54千米。面积126.3平方千米。年末全镇总人口29351人。

## 行政区划
金钗镇下辖以下地区：
乐江村、东屏村、龙塘村、独秀村、把读村、加雅村、加妙村和龙印村。